# ماساكوني ياماموتو
ماساكوني ياماموتو (山本昌邦) (ولد 4 أبريل 1958) هو لاعب كرة قدم ياباني سابق، شارك في دورة دورة الألعاب الأولمبية الصيفية عام 2004 كمدرب في اليونان.

## روابط خارجية
1. ↑  "معلومات عن ماساكوني ياماموتو على موقع id.ndl.go.jp". id.ndl.go.jp. مؤرشف من الأصل في 2017-02-02.
2. ↑  "معلومات عن ماساكوني ياماموتو على موقع id.loc.gov". id.loc.gov. مؤرشف من الأصل في 2019-12-12. {{استشهاد ويب}}: |archive-date= / |archive-url= timestamp mismatch (مساعدة)
3. ↑  "معلومات عن ماساكوني ياماموتو على موقع national-football-teams.com". national-football-teams.com. مؤرشف من الأصل في 2016-03-05.

- ماساكوني ياماموتو على موقع الاتحاد الدولي (مؤرشف)  (الإنجليزية)
- ماساكوني ياماموتو على موقع ناشيونال فوتبول تيمز (الإنجليزية)
- ماساكوني ياماموتو على موقع Soccerway.com (الإنجليزية)
- ماساكوني ياماموتو على موقع عالم كرة القدم.نت (الإنجليزية)
- ماساكوني ياماموتو على موقع أوليمبيديا (الإنجليزية)